# Etemenanki
Etemenanki (sumeriană: É.TEMEN.AN.KI „templul creării cerului și pământului”) era numele unui zigurat dedicat zeului Marduk, templu aflat în orașul Babilon în secolul al VI-lea î.Hr. în timpul Noului Imperiu Babilonian.

## Generalități

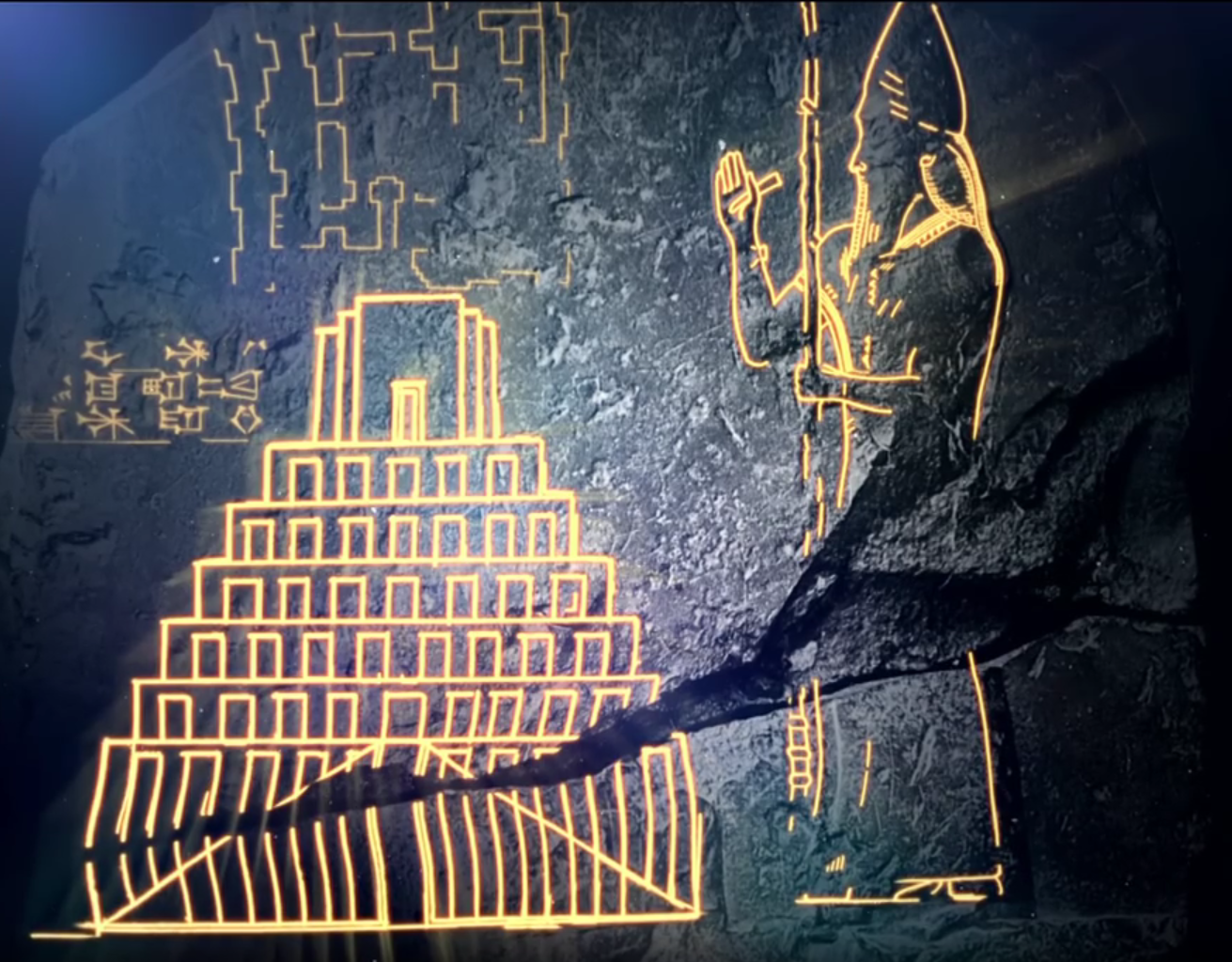
Tăbliţa cu imaginea Turnului Babel / Etemenanki

Este identificat de noi cercetări cu Turnul Babel . 
Pe tăblița găsită la Babilon în anul 1911 de către Robert Koldewey (1855-1925) din cadrul “Deutsche Orient-Gesellschaft”, cercetătorul englez Andrew George a identificat recent un zigurat compus din 7 trepte, ultima treaptă fiind templul din vȃrf. Silueta din dreapta tăbliței îl reprezintă pe Nabucodonosor al II-lea.
Ansamblul are un format patratic, cu latura de 90/90 m, înălțimea de 91 m, format din cărămizi din lut ars, cimentate prin bitumen. Turnul a rezistat neașteptat de mult în timp. Pe vremea lui Alexandru cel Mare, care a cucerit și acest oraș, turnul mai avea încă jumătate din înălțimea originală. Alexandru cel Mare a intenționat reconstrucția turnului, ordonȃnd demolarea lui completă. Proiectul nu s-a mai realizat, datorită morții lui în anul 323 î.C.

## Galerie de imagini

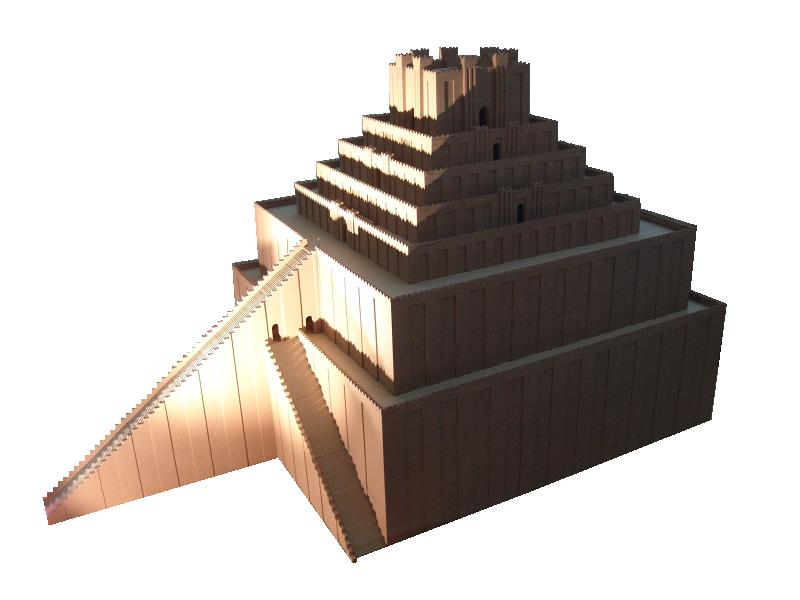
Model 3-dimensional al Etemenanki, de:Pergamonmuseum (Berlin)
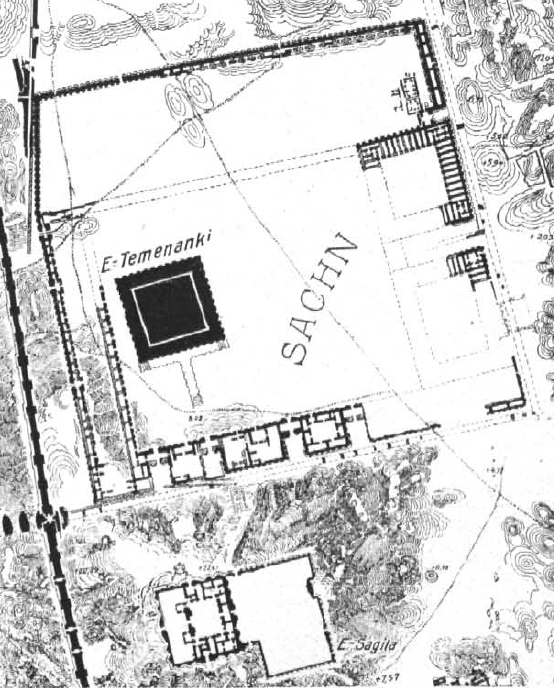
Etemenanki, plan
Templul lui Marduk - Etemenanki